# 鍛造指輪 (企業)
鍛造指輪株式会社(たんぞうゆびわ)は東京都中央区に本社をおく、宝飾品の製造・販売を行う「TANZO.」ブランドの店舗運営を行う企業。

## 概要
山一織物株式会社(1955年創業) の宝飾事業部を2013年に分社化して設立。鍛造製法の指輪の製造・販売に特化した「TANZO.」ブランドの店舗運営を行う。
「想いを創る」をコンセプトに、鍛造法オーダーメイドで1点1点職人の手作業で作成している。指輪は金属を型に流し込んで作る「鋳造」製法ではなく、金属を加熱して叩いたり、圧力を加えて作る「鍛造」製法を用いている為、完成まで3～4ヶ月かかるが、鋳造製法の指輪よりも丈夫で変形しにくいことが特徴である。ジュエリー雑誌等では、「結婚指輪、婚約指輪をフルオーダーの鍛造製法で作る国内唯一の専門店」として紹介されている。
また、東京店は、来店者にくつろいでもらいたいという思いから売り場面積を2倍に拡大している。
オーダーメイド結婚指輪の他、ダイヤモンドを用いた婚約指輪の製造、販売も行っている。
2015年10月、入籍から挙式まで期間が空くカップルが、結婚式の時に改めて別の指輪交換をすることを前提に着ける指輪「入籍指輪(R)」の受注製造を開始。
2016年7月 神奈川県横浜市 桜木町駅前コレットマーレに「TANZO.横浜店」、2019年8月 大阪市北区梅田 ハービスプラザENTに「TANZO.梅田店」、2021年1月 名古屋市中区栄 大津通に「TANZO.名古屋栄店」を出店。
2021年11月 「TANZO.横浜店」をコレットマーレ2階に移転リニューアルOPEN 、2022年11月 「TANZO.新宿店」を新宿三丁目に出店、2023年11月「TANZO.神戸旧居留地店」を出店、2024年6月「TANZO.博多店」を出店。

## 店舗
- TANZO.東京店 - 東京都中央区東日本橋3-6-17
- TANZO.横浜店 - 神奈川県横浜市中区桜木町1-1-7 コレットマーレ2階[10]
- TANZO.梅田店 - 大阪府大阪市北区梅田2-2-22 ハービスENT 2階[14]
- TANZO.名古屋栄店 - 愛知県名古屋市中区栄3-28-17[9]
- TANZO.新宿店 - 東京都新宿区新宿3-17-2 アカネビル6階[15]
- TANZO.神戸旧居留地店 - 兵庫県神戸市中央区明石町32BLOCK32明海ビル2階[16]
- TANZO.博多店 -福岡県福岡市博多区博多駅中央街9番1号 [17]

## 著書
- 『後悔しない婚約指輪・結婚指輪選び 新たな提案 鍛造オーダーメイドから生まれた『入籍指輪®』』Parade books、2015年9月、ISBN 978-4-86522-063-6